# خوسيه ماريا برافو
خوسيه ماريا برافو (بالإسبانية: José María Bravo)‏ هو طيار إسباني، ولد في 19 مايو 1917 في مدريد في إسبانيا، وتوفي بنفس المكان في 26 ديسمبر 2009.